# Endicott (Waszyngton)
Endicott – miasto w Stanach Zjednoczonych, w stanie Waszyngton, w hrabstwie Whitman.